# Hofgeismar
Hofgeismar er en tysk by i det nordlige Hessen med 17.084 indbyggere (2006).
De nærmeste store byer er Kassel (25 km mod syd) og Frankfurt am Main (210 km mod syd). Kassel er hovedsæde for de administrative enheder Regierungsbezirk Kassel og Landkreis Kassel.

## Billeder fra Hofgeismar
- Blik ved Sälber Tor til Altstädter Kirche
- Tempel ved Gesundbrunnen
- Slottet Schönburg